# Tout l'Univers
Pour les articles homonymes, voir Univers (homonymie).
Tout l'Univers est une encyclopédie en plusieurs volumes, longtemps vendue par le biais du porte-à-porte, et qui s'adresse principalement aux adolescents âgés de 12 à 17 ans.

## Historique
Tout l'Univers est d'abord une revue hebdomadaire publiée à partir du 25 octobre 1961 par Hachette et conçue par Armand Beressi (directeur d'édition), adaptée de la revue italienne Conoscere créée en 1958 par la maison d'édition milanaise Fratelli Fabbri Editori (it). Les fascicules, qui paraissent le mercredi, sont alors à inclure dans des reliures spécialement créées.
Par la suite, l'encyclopédie est vendue sous la forme de volumes reliés en Skivertex.
La série rouge de l'encyclopédie a connu une réédition dans les années 1970 : 240 numéros pendant 55 mois, d'octobre-novembre 1971[réf. nécessaire] au 30 septembre 1976. À cette époque, la revue paraissait le jeudi. Elle a d'abord été vendue 2,90 francs (2,80 francs suisses, 30 francs belges), puis 3,50 francs (3 francs suisses, 33 francs belges) à partir du no 141, puis 3,90 francs (3 francs suisses, 35 francs belges) à partir du no 169. En 1974, les reliures coûtaient 19 francs. En septembre 1976, elles étaient passées à 25 francs.
En dehors des articles classiques d'histoire, géographie, sciences, littérature... la revue a aussi proposé — en feuilleton — des versions bandes dessinées de quelques œuvres célèbres de la littérature : Dr. Jekyll et Mr. Hyde (no 187 au no 193, septembre-novembre 1975), Les Aventures de Tom Sawyer (no 194 au no 200, novembre-décembre 1975), L'Homme invisible (no 203 au no 209, janvier-février 1976), Moby Dick (no 210 au no 216, mars-avril 1976).
Après avoir été édité en CD-ROM, le contenu de Tout l'Univers est mis en ligne sur Internet, début 2001, en adoptant un modèle économique payant par abonnement. Ce site a été fermé en 2015.
En janvier 2016, Hachette Collections propose une nouvelle édition de Tout l'Univers sous forme de livres, modernisés et complétés, vendus en kiosque ou par abonnement (au prix plein de 6,99 €) ; Hachette Collections réitère depuis janvier 2021 avec une édition actualisée et composée de 80 livres.